# Marlin (Texas)
Pour les articles homonymes, voir Marlin.
La ville de Marlin est le siège du comté de Falls, dans l’État du Texas, aux États-Unis. Sa population s’élevait à 5 967 habitants lors du recensement de 2010, estimée à 5 671 habitants en 2016.

## Source
- (en) Cet article est partiellement ou en totalité issu de l’article de Wikipédia en anglais intitulé « Marlin, Texas » (voir la liste des auteurs).